# اليوم العالمي للأطفال المفقودين
اليوم العالمي للأطفال المفقودين، (بالإنجليزية: International Missing Children's Day)‏، هو يوم عالمي يُحتفل به في تاريخ 25 مايو من كل سنة، وهو نفس اليوم الذي حدده رونالد ريغان في عام 1983 للاحتفال باليوم الوطني للأطفال المفقودين في الولايات المتحدة.

## خلفية
أطلقت سنة 1998 شبكة تسمى بـ«الشبكة العالمية للأطفال المفقودين»، كمشروع مشترك بين المركز الدولي للأطفال المفقودين والمستغلين والمركز الوطني للأطفال المفقودين والمستغلين، وهي عبارة عن شبكة بلدان عالمية مترابطة التي تتشارك وتصل إلى أفضل الممارسات من خلال نشر المعلومات وصور الأطفال المفقودين لتحسين التحقيقات المتعلقة بالأطفال المفقودين.
تضم الشبكة 29 بلدًا وهم: ألبانيا، وأستراليا، وبيلاروس، وبلجيكا، والبرازيل، وكندا، وتشيلي، وكوستاريكا، والإكوادور، وألمانيا، واليونان، وغواتيمالا، وجزيرة أيرلندا، وإيطاليا، وجامايكا، وليتوانيا، والمكسيك، وهولندا، ونيوزيلندا، بولندا، والبرتغال، وروسيا، وصربيا، وكوريا الجنوبية، وإسبانيا، وتايوان، والمملكة المتحدة، والولايات المتحدة. في الخامس والعشرين من كل سنة أعضاء الشبكة العالمية للأطفال المفقودين يبدون احترام لليوم العالمي للأطفال المفقودين، ويكرم الأطفال المفقودين والمختطفين أثناء الاحتفال بمن تم استردادهم.
بعد اختفاء الطفل إيتان باتز البالغ من العمر 6 سنوات في مدينة نيويورك عام 1979، اختار الرئيس رونالد ريغان يوم 25 مايو 1983 يومًا وطنيّا للأطفال المفقودين في الولايات المتحدة.
في 2001 انتشر التكريم في جميع أنحاء العالم، وينسق المركز الدولي للأطفال المفقودين والمستغلين حملة بعنوان «ساعد في إعادتهم إلى المنزل» في 29 دولة تزامنًا مع اليوم العالمي للأطفال المفقودين، لتسليط الضوء على قضية اختطاف الأطفال حول العالم وتقديم المساعدات والاقتراحات على الأمهات والآباءالتي تمكنهم من حماية أطفالهم.